# Municipio de Tuxpan (Veracruz)
El municipio de Tuxpan es un municipio del estado mexicano de Veracruz, frecuentemente llamado “puerto de los bellos atardeceres”. Se localiza al norte del estado, en la región conocida como la Huasteca Baja. Su cabecera municipal, la ciudad de Túxpam de Rodríguez Cano, se encuentra ubicada a orillas del río Tuxpan, a 11 km de su desembocadura en el golfo de México.
Esta ciudad y puerto se encuentra ubicado en el extremo norte de la entidad veracruzana a 270 km de la Ciudad de México, capital de la República Mexicana, sus coordenadas geográficas son: 20°57′46″N 97°24′01″O / 20.96278, -97.40028 y es considerada como el puerto maritímo más cercano a la capital de la República y ocupa el 6.º lugar de los municipios más poblados del estado.
Colinda al norte con el municipio de Tamiahua; al poniente con el municipio de Álamo Temapache; al sur con los municipios de Tihuatlán y de Cazones de Herrera y al oriente con el golfo de México. El municipio es atravesado de poniente a oriente por el caudal del río Tuxpan para desembocar en el golfo de México, formando la barra del mismo nombre. Su clima es tropical, con una temperatura promedio anual de 24 °C (75°F).

## Toponimia
Tuxpan proviene del vocablo Tochtli-Pan, Tochtli significa conejo y pan: lugar o en el sitio, que etimológicamente es en náhuatl. Tuxpan significa en el lugar o en el sitio de los conejos o de la conejera. Aunque oficialmente por decreto del Gobierno que Tuxpan oficialmente es Túxpam con "M", pero por origen histórico y lingüístico de esta palabra se debe escribir Tuxpan con "N".

## Historia
La ciudad fue fundada por grupos de origen huasteco que habitaban la zona y bajo el dominio náhuatl (alrededor del año 1000) adquirió el nombre de “Toch-pan”, que significa "lugar de conejos".
La primera descripción de Tuxpan la hizo Bernal Díaz del Castillo en su Historia verdadera de la conquista de la Nueva España. Debido a las frecuentes inundaciones la localidad fue trasladada de la margen derecha del río, donde originalmente fue fundada, a la margen izquierda, donde permanece actualmente. La población de Tuxpan es de origen Precolombino, se localiza en distintos sitios del actual. El poblado prehispánico estuvo situado en la margen derecha de la desembocadura del Río, donde existían "Cues", cubiertos de piedras, lugar llamado "Tabuco".
En 1518 Juan de Grijalva  descubrió la Huasteca, encontró los ríos de Cazones y Tuxpan, llegó al Tanhuijo, que los españoles llamaron Canoas (hoy Tamesí) en donde tuvieron un enfrentamiento con los nativos.
Se tiene noticia que por el año 1700 hubo un desplazamiento ocasionado por el asedio de los piratas, que los atacaban en busca de mujeres, víveres y licor. Sus pobladores huyeron al interior del río, unas dos leguas río arriba, donde se le conoció como Santa Cruz de la Rivera, donde dadas las condiciones también fueron atacados por los bucaneros; motivo que obligó a los pobladores a buscar mejor ubicación, sitio que fue excelente desde el punto de vista de la defensa; los habitantes cruzaron el río y se cobijaron entre los cerros, y estos le sirvieron de atalayas y fortalezas, además sus calles de modo deliberado fueron construidas estrechas y serpenteantes con sus subidas y bajadas entre los cerros para hacer imposible un nuevo intento de invasión; la población fue instintivamente llamada Tabuco, Santa Cruz de la Rivera, Santa María, Puerto de Santa María, La Asunción y Tuxpan.
Desde el año 1550 Tuxpan o Tabuco era encomienda de don Andrés de Tapia y para el año 1610 ya tenía pesquería en Tabuco.
En la época colonial el territorio que hoy ocupa Tuxpan y su región circundante, pertenecían a la provincia de Pánuco y desde finales de la primera década del siglo XVII, abundaban los barcos ingleses, franceses y holandeses, al acecho de buques españoles y que, al menor descuido, desembarcaban en puertos pocos resguardados como el de Tuxpan, entonces llamado Tabuco.
Con la creación del sistema de intendencia que sustituyó al de provincias, planteado por las reformas borbónicas que entraron en vigor a partir de 1767, se pretendió ordenar las condiciones internas de las colonias españolas, centralizando las actividades político – administrativas y económicas en beneficio de la metrópoli. De esta manera el puerto de Tuxpan-Tabuco cayó dentro de la jurisdicción de Huachinango, perteneciente a la intendencia de Puebla.
- En 1804 se crearon las receptorías marítimas de Tuxpan, Tamiahua y Tihuatlán. Durante el periodo independentista, Tuxpan suplió al puerto de Veracruz en el envío de insumos para la minería a los estados de San Luis Potosí, Querétaro, México, Coahuila y Durango, y a través suyo se mantuvo la tradicional comunicación ultramarina con el altiplano.

- En 1826 Tuxpan fue habilitado para el comercio exterior en calidad de receptoría, con esta función prevaleció hasta 1835, cuando por medio de otro decreto fue cerrado.

- En 1828, Tuxpan desistió de ser la capital de Puebla.

- En 1830 el congreso de Puebla elevó la localidad a la categoría de Villa.

- En 1845 el estado fue dividido y en consecuencia Tuxpan y Chicontepec quedaron incluidos en el departamento de Puebla.

- En 1847 la expedición naval de los Estados Unidos remontó el río de Tuxpan, el puerto fue la última plaza mexicana en la zona del golfo que fue tomada por los estadounidenses.

- En 1853 el gobierno de Santa Anna decretó la integración de Tuxpan a Veracruz. En 1881 adquirió la categoría de ciudad.

- En 1910 el censo de población indica un notable desarrollo en la cabecera, el número de habitantes alcanzó los 76,225 habitantes.[7]

- El 20 de junio de 1914, la ciudad de Tuxpan de Rodríguez Cano, cabecera del municipio, fue nombrada capital provisional del estado de Veracruz durante un periodo de tres meses.

- El 17 de diciembre de 1919, se inauguró la electricidad con iluminación  en la iglesia.

- El 20 de junio de 1941, se inaugura la radiodifusora local X.E.T.L., la voz de la Huasteca, fue la primera estación de radio en el norte de Veracruz, siendo su propietario y gerente general el Sr. Calixto Almazán Barrón y apadrinado por los artistas de la radio y el cine la simpar Lupita Palomero y el "crooner" de México Sr. Fernando Fernández y como locutor, el ya mencionado Sr. Calixto Almazán, sus labores se iniciaban a las diecisiete horas y terminaban a las veintitrés horas debido en que el puerto sólo contaba con energía eléctrica de las 17:00 PM a las 06:00 AM.

- En 1953 Se inició ha derrumbarse el Cerro de la Cruz donde posteriormente se construyó el edificio del "Cine Tuxpan" sirviendo su material para rellenar el bulevar Jesús Reyes Heroles.

- En 1961 El entonces presidente de la república Adolfo López Mateos, inaugura el puente Tuxpan el 18 de marzo y en 1968 se instala la caseta de peaje a dos kilómetros de esta magna obra.[8]

- En 1962, Tuxpan se convierte en ciudad sede de un episcopado católico al ser creada por el Papa Juan XXIII la Diócesis de Tuxpan, sufragánea a la Arquidiócesis de Xalapa.

- El 31 de mayo de 1974, por Decreto Presidencial publicado en el Diario Oficial de la Federación, el puerto de Tuxpan se habilitó para tráfico de altura, mixto, de cabotaje y pesca.

Para la primera mitad del siglo XIX, Tuxpan se había convertido en el centro urbano y político de la región, sumaban más de 650 las casas en las que habitaban 2,500 personas, durante el Porfiriato en el desarrollo de la industria petrolera, Tuxpan desempeñó un papel de gran importancia por su cercanía a los campos, la instalación de diversas empresas favoreció la compra o arrendamiento de grandes extensiones de tierra, así surgieron también las disputas por el territorio, por parte de las compañías: El Águila, La Huasteca Petroleum Company, La Corona, La Penn Mex, La Huasteca o la Sinclair y en 1906 la Pearson obtuvo la primera concesión el 18 de mayo.
Por decreto del 9 de junio de 1955 se estableció que su denominación oficial sería la de “Tuxpan de Rodríguez Cano”, en honor de un ilustre político originario de la ciudad.

## Galería de fotos de Tuxpan

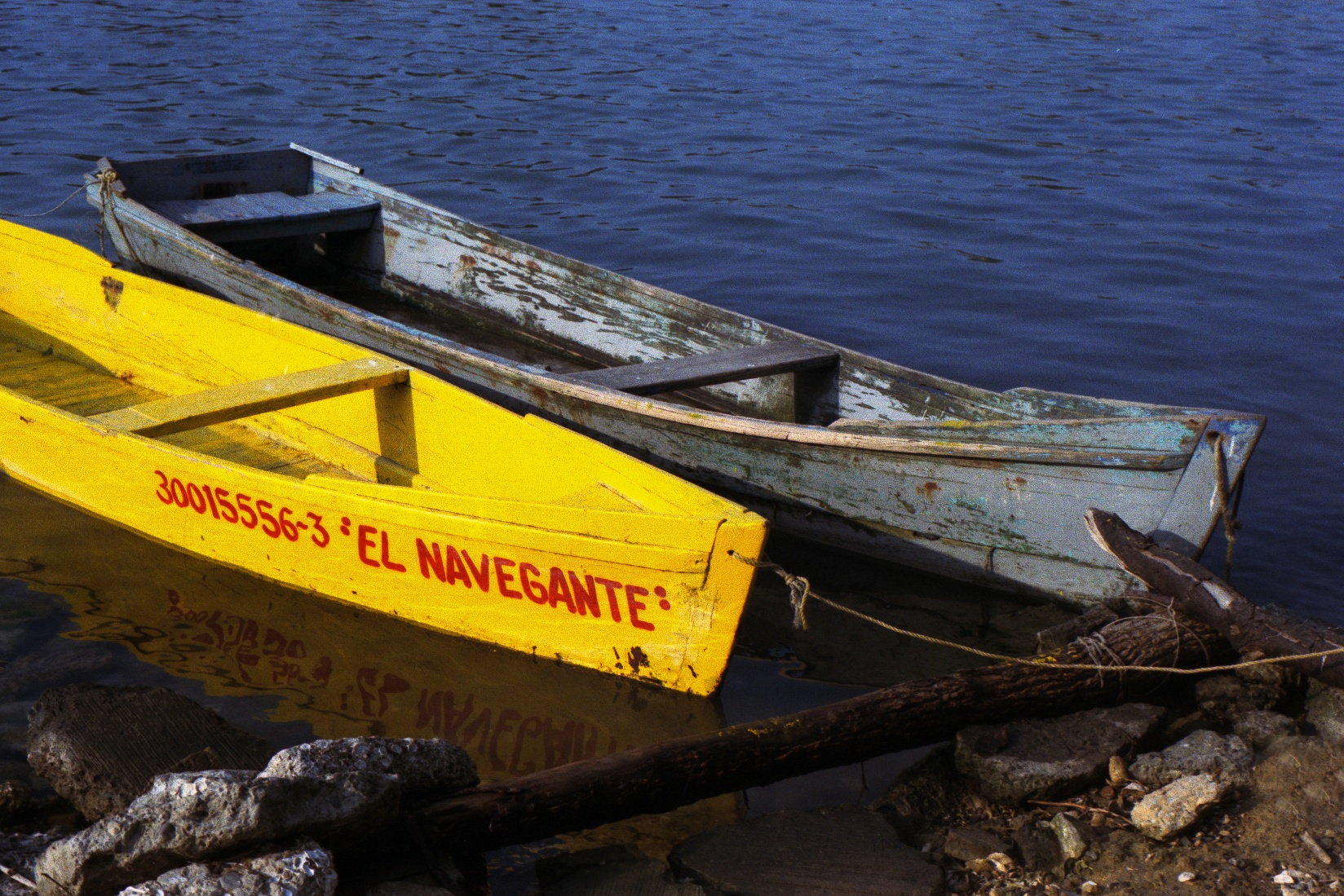
Laguna de Tampamachoco.
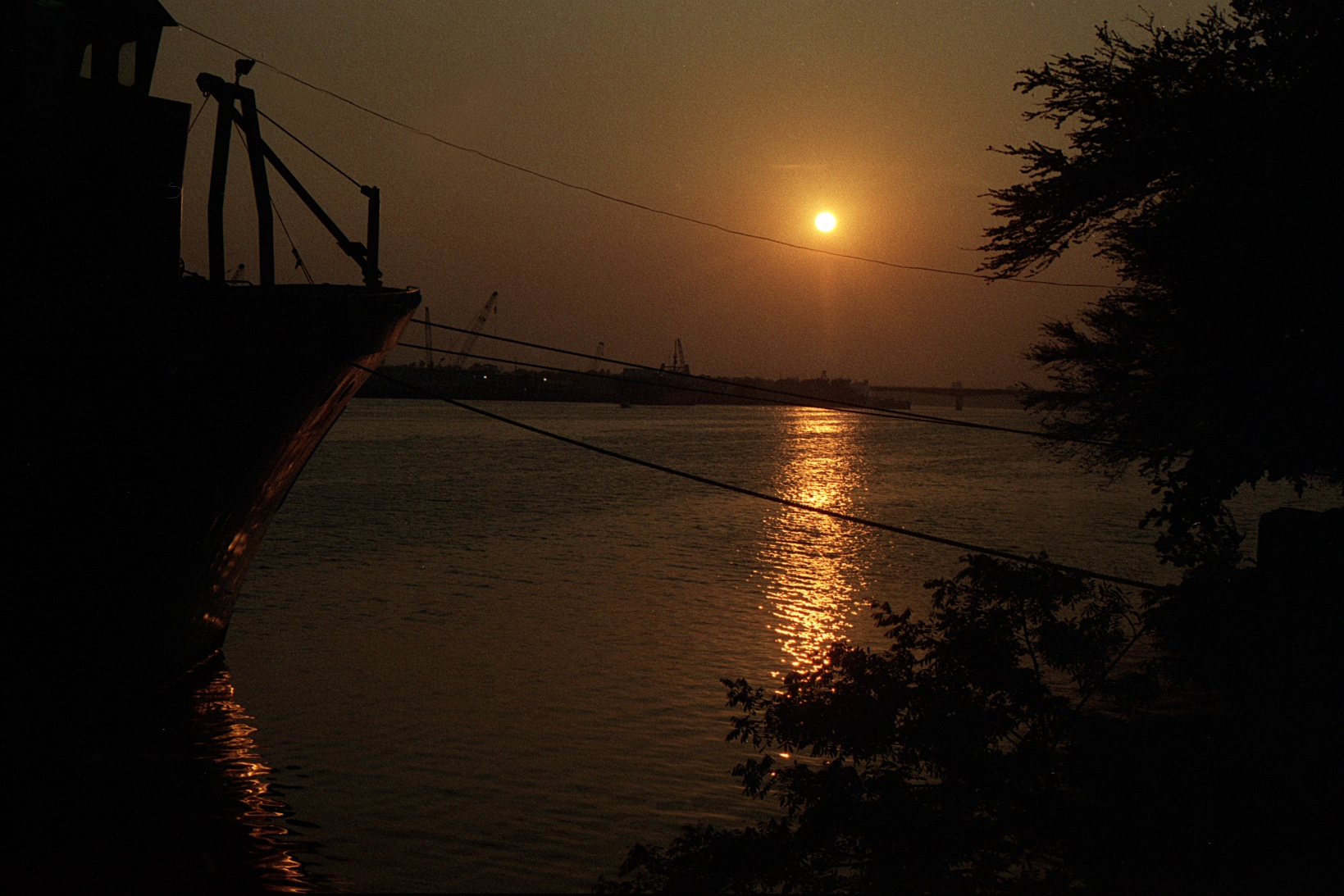
Atardecer.
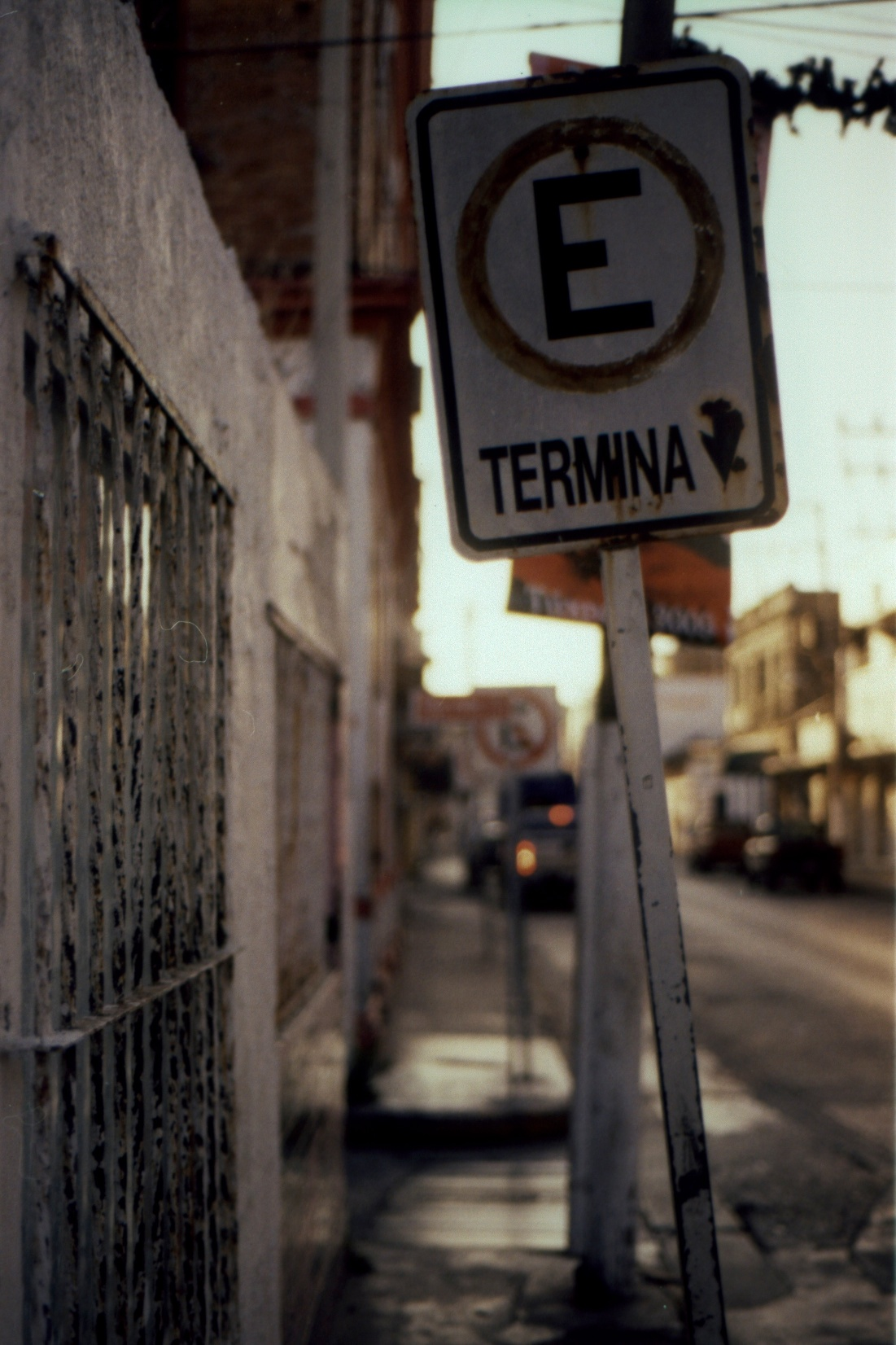
Calle del centro de la ciudad.
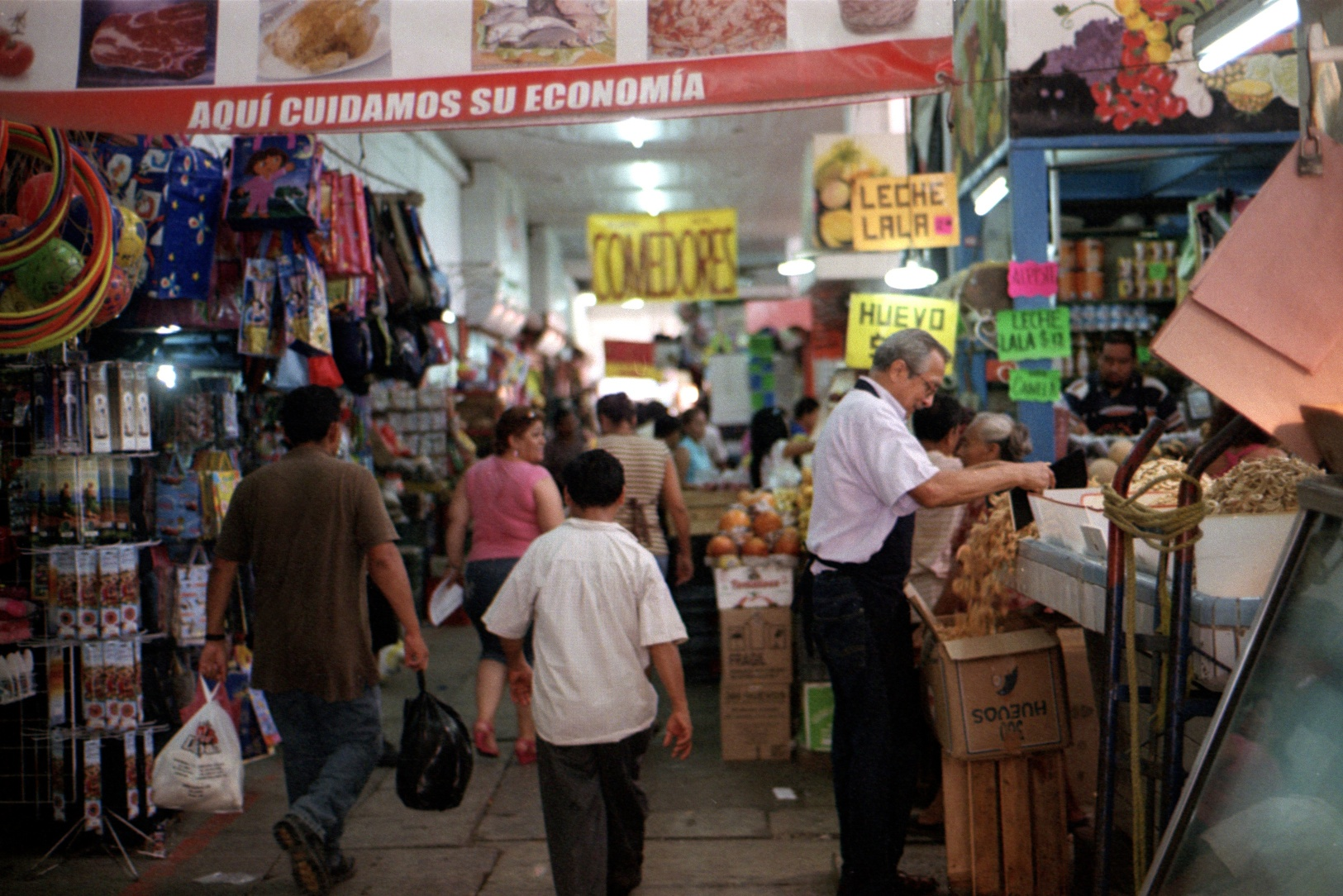
Interior del mercado de la ciudad.
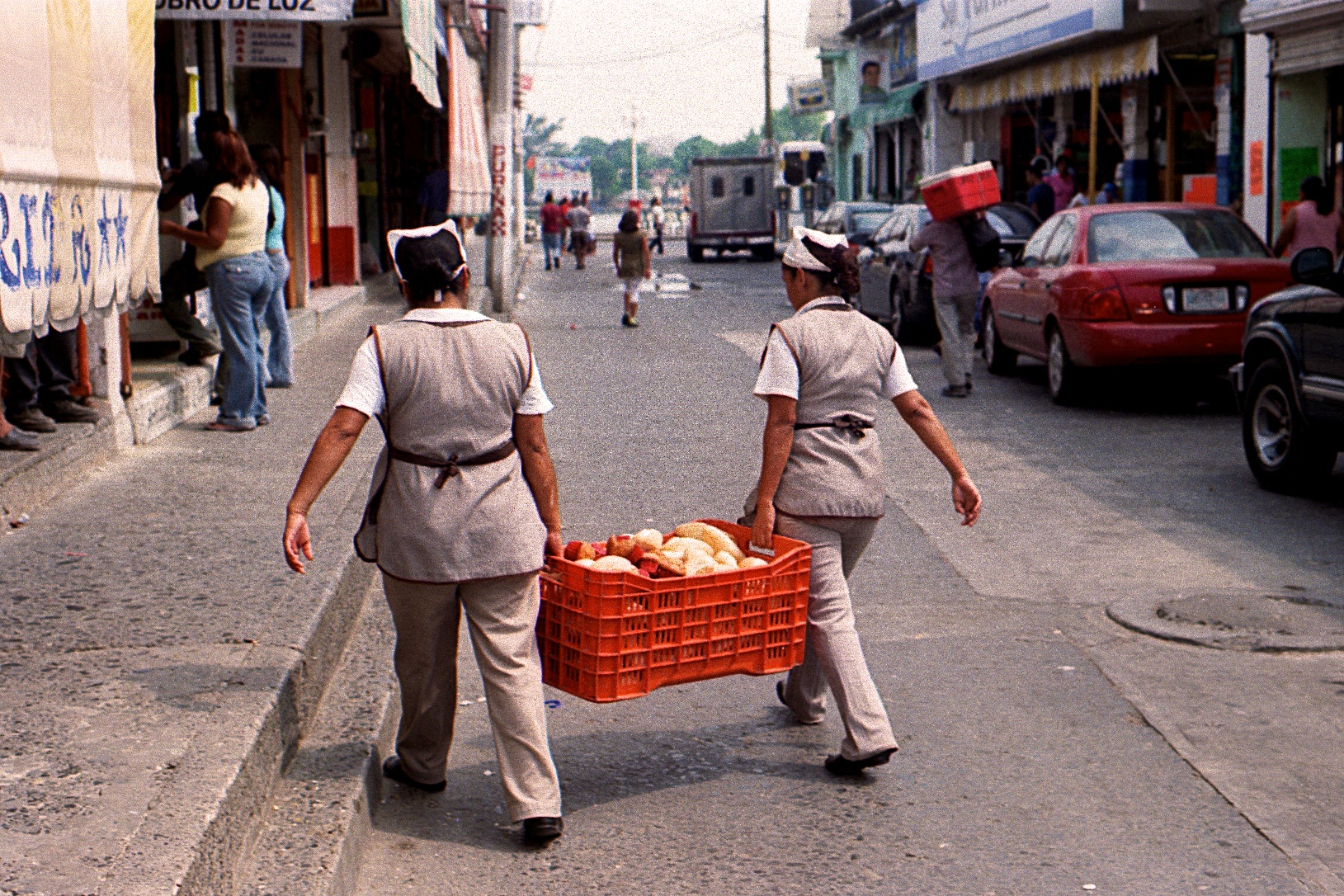
Zona del mercado de la ciudad.
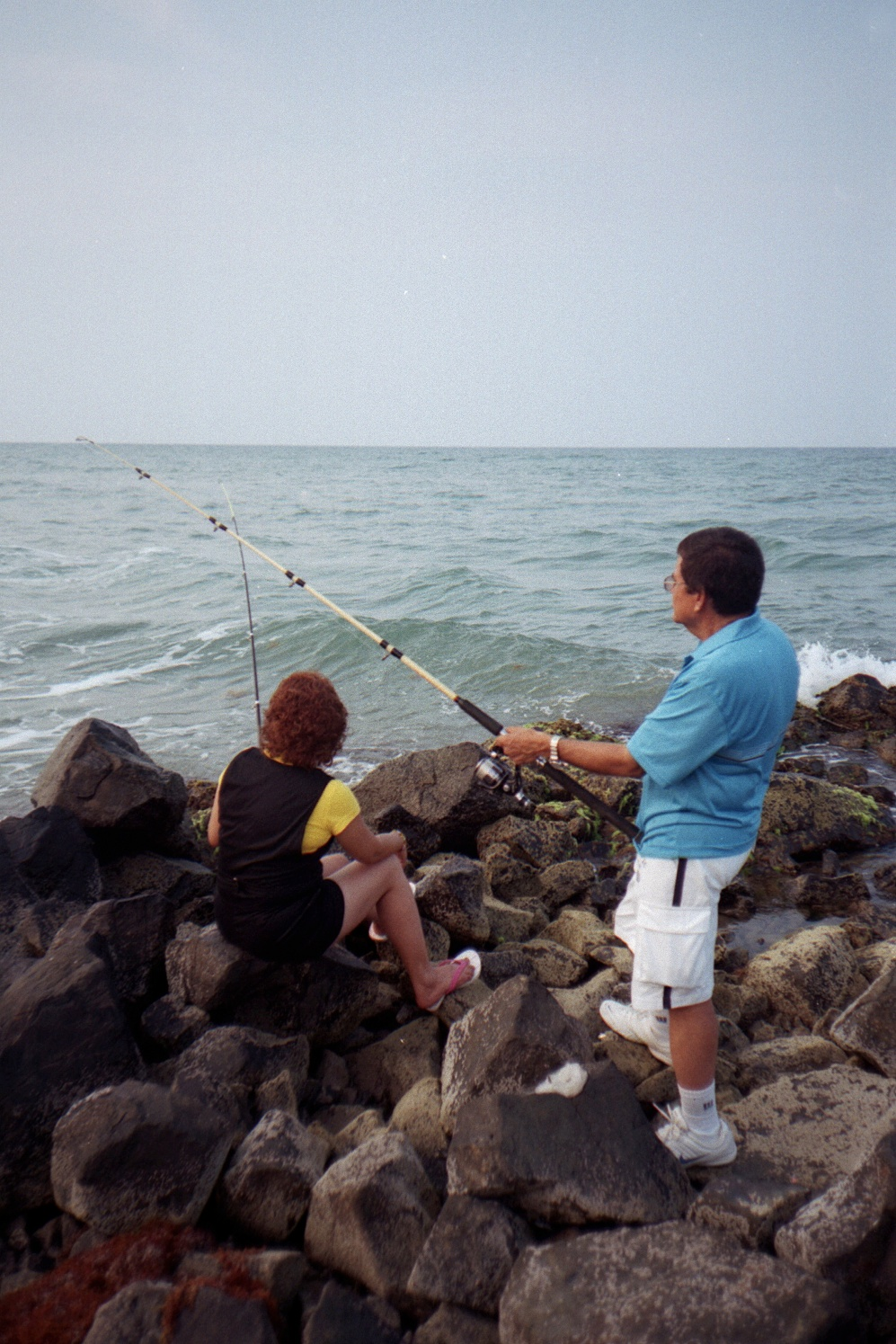
Playa de Tuxpan
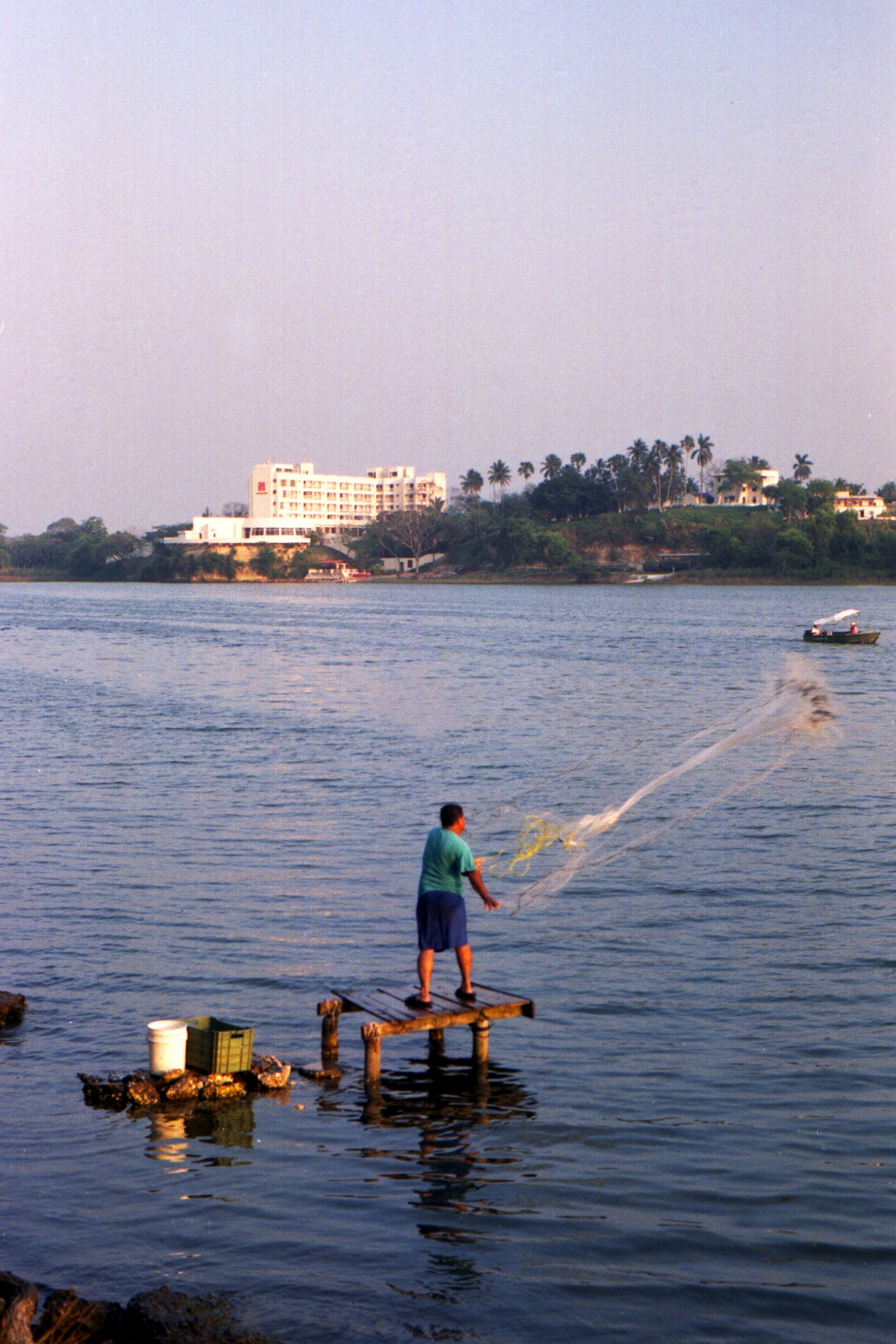
Río Tuxpan.
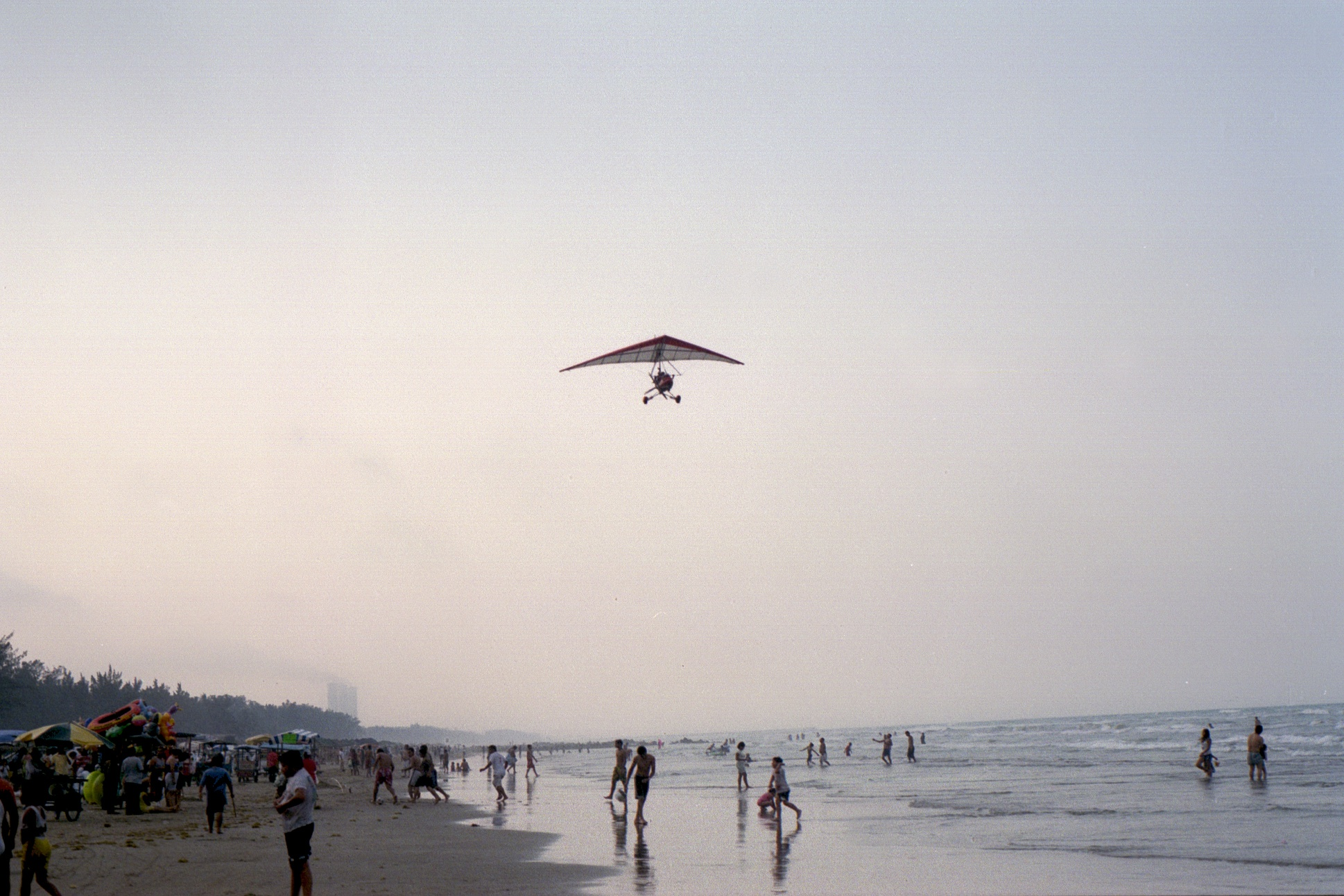
Playa de Tuxpan.
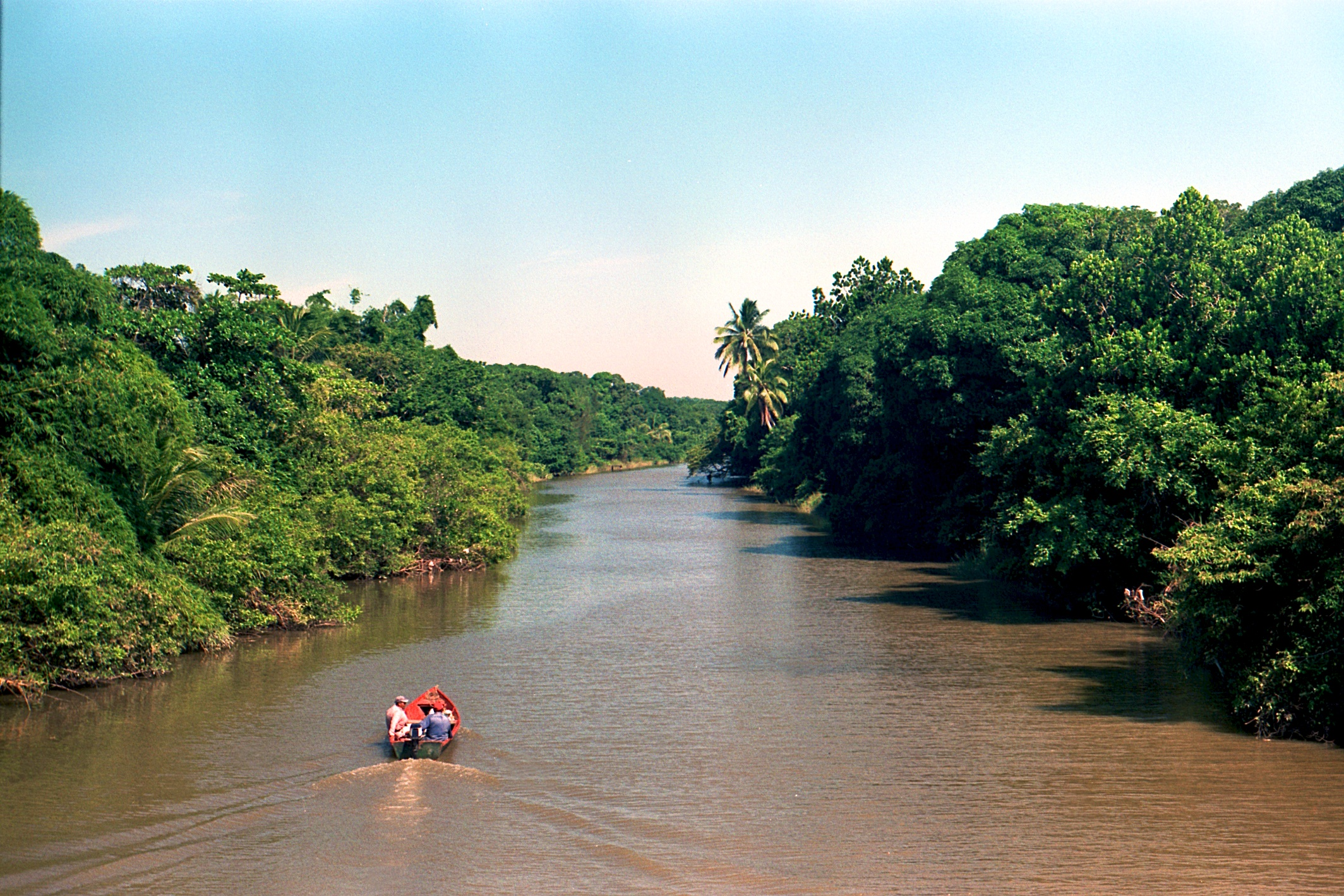
Juana Moza.
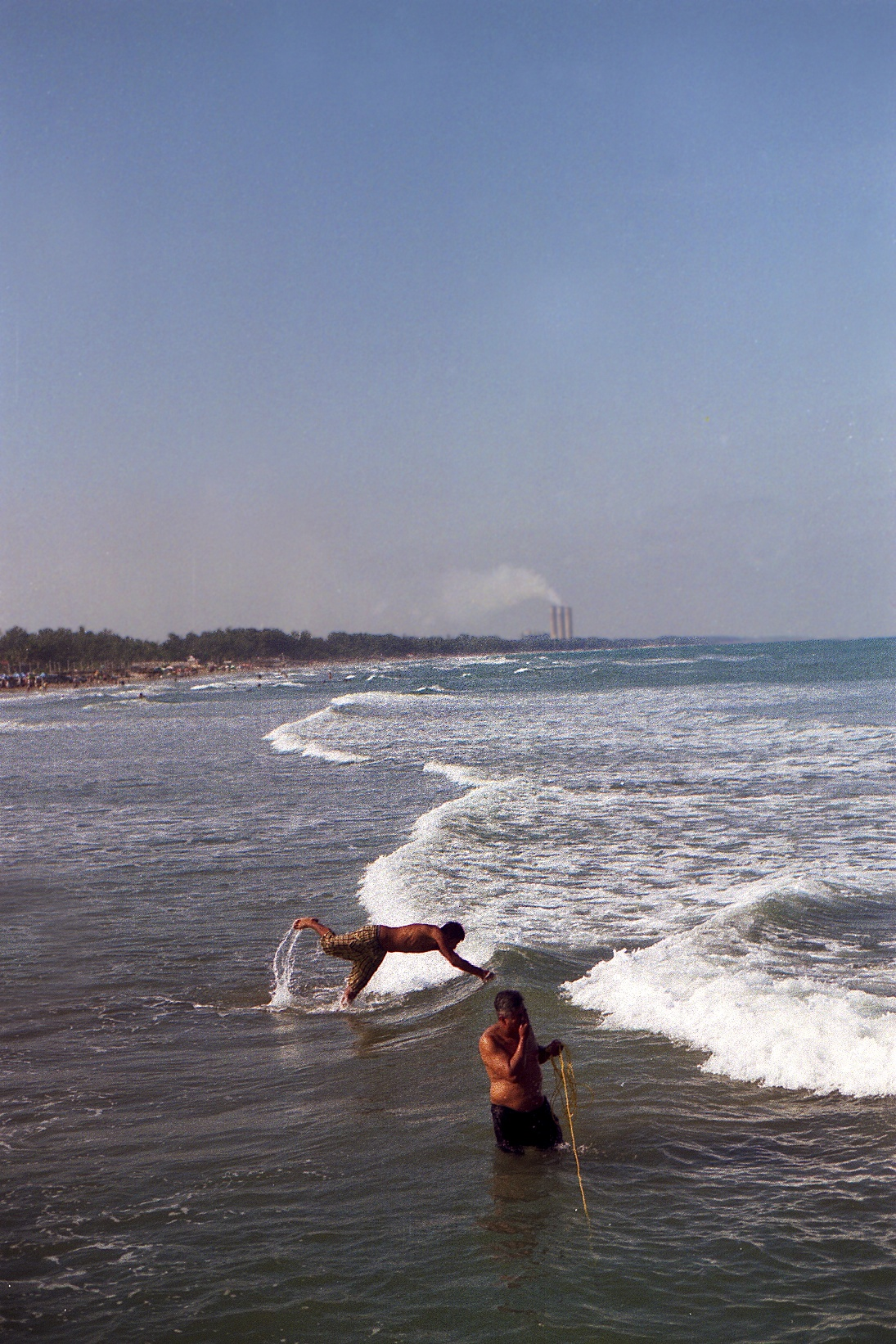
Playa de Tuxpan.
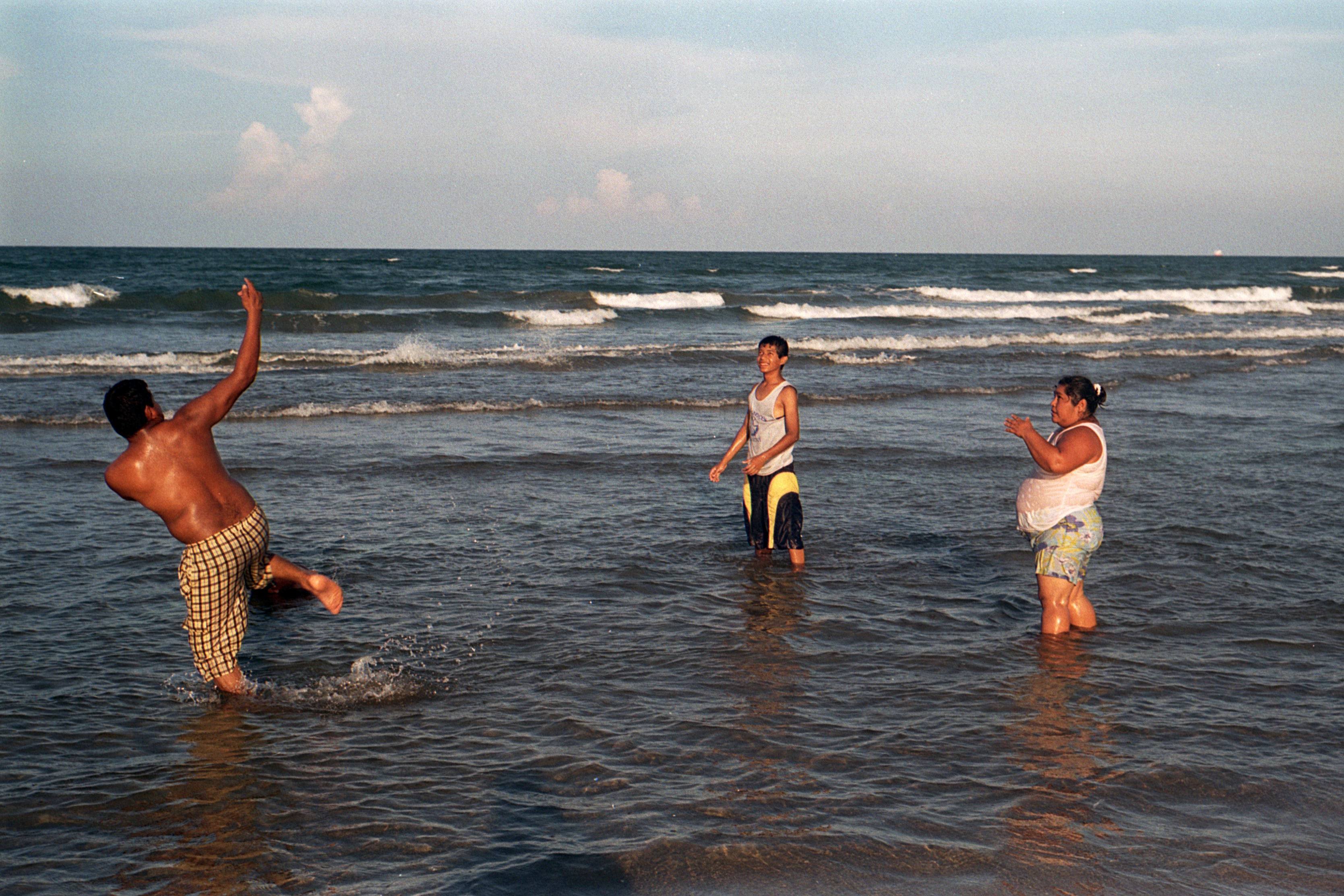
Playa de Tuxpan.
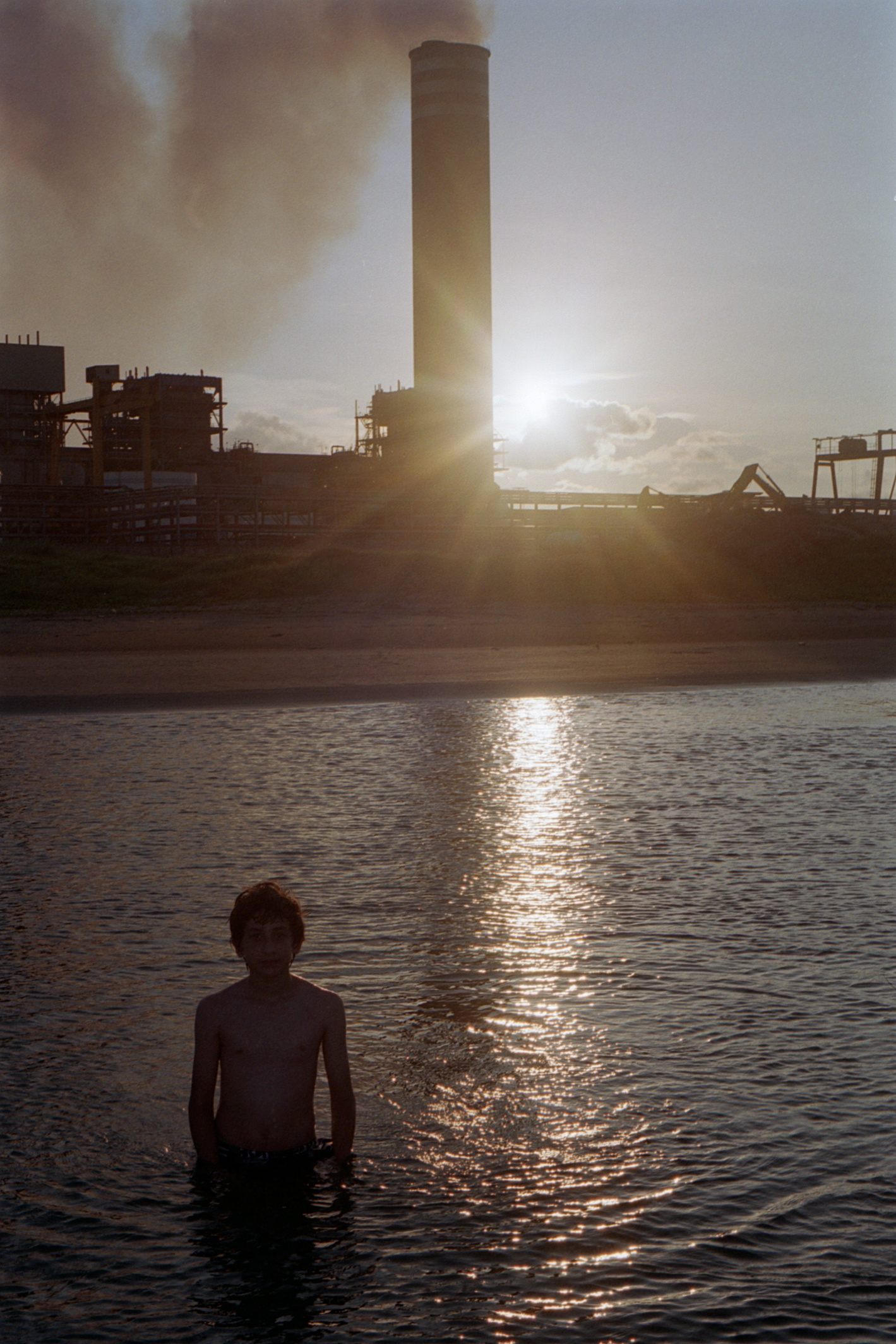
Termoeléctrica de CFE
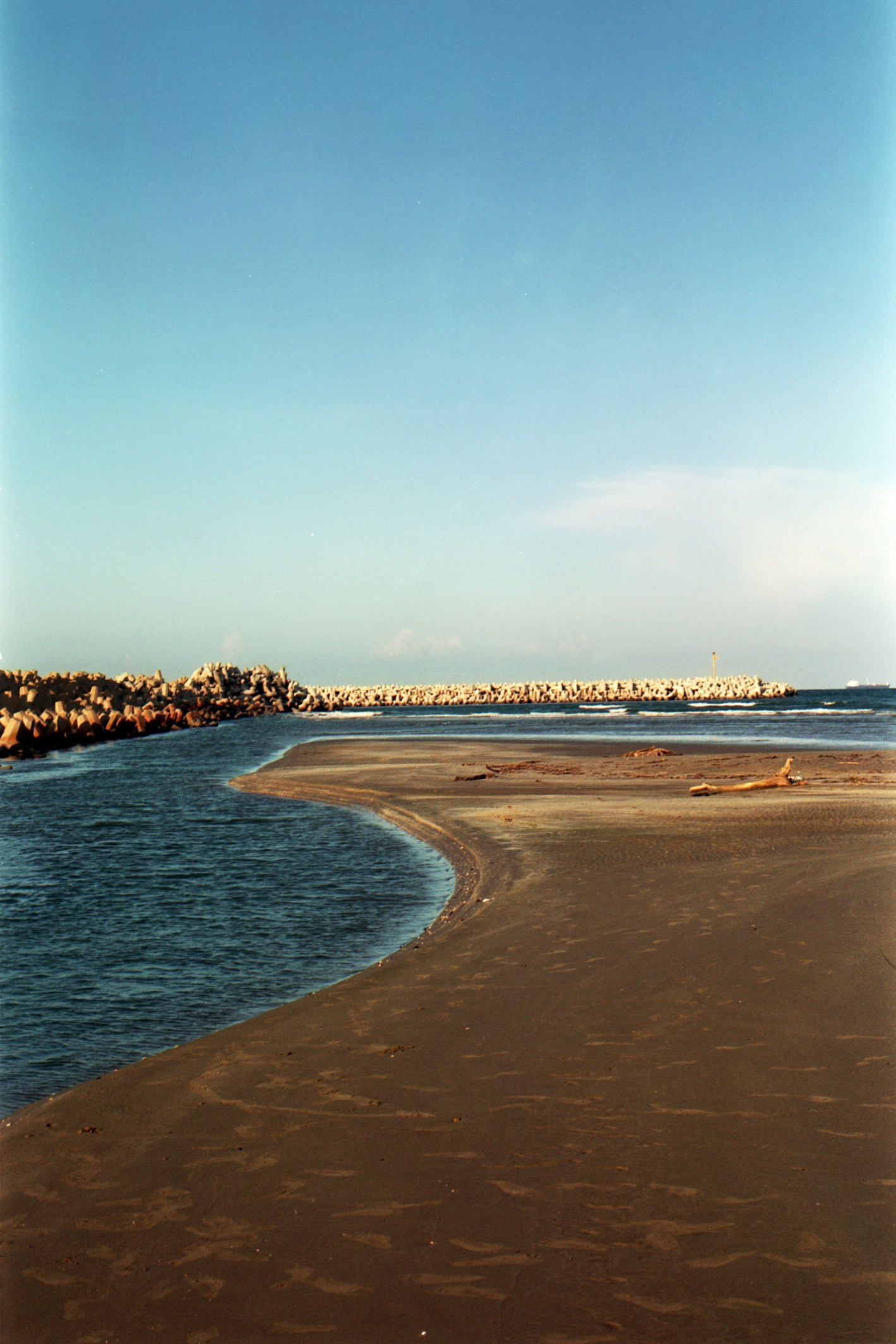
Playa de Tuxpan.
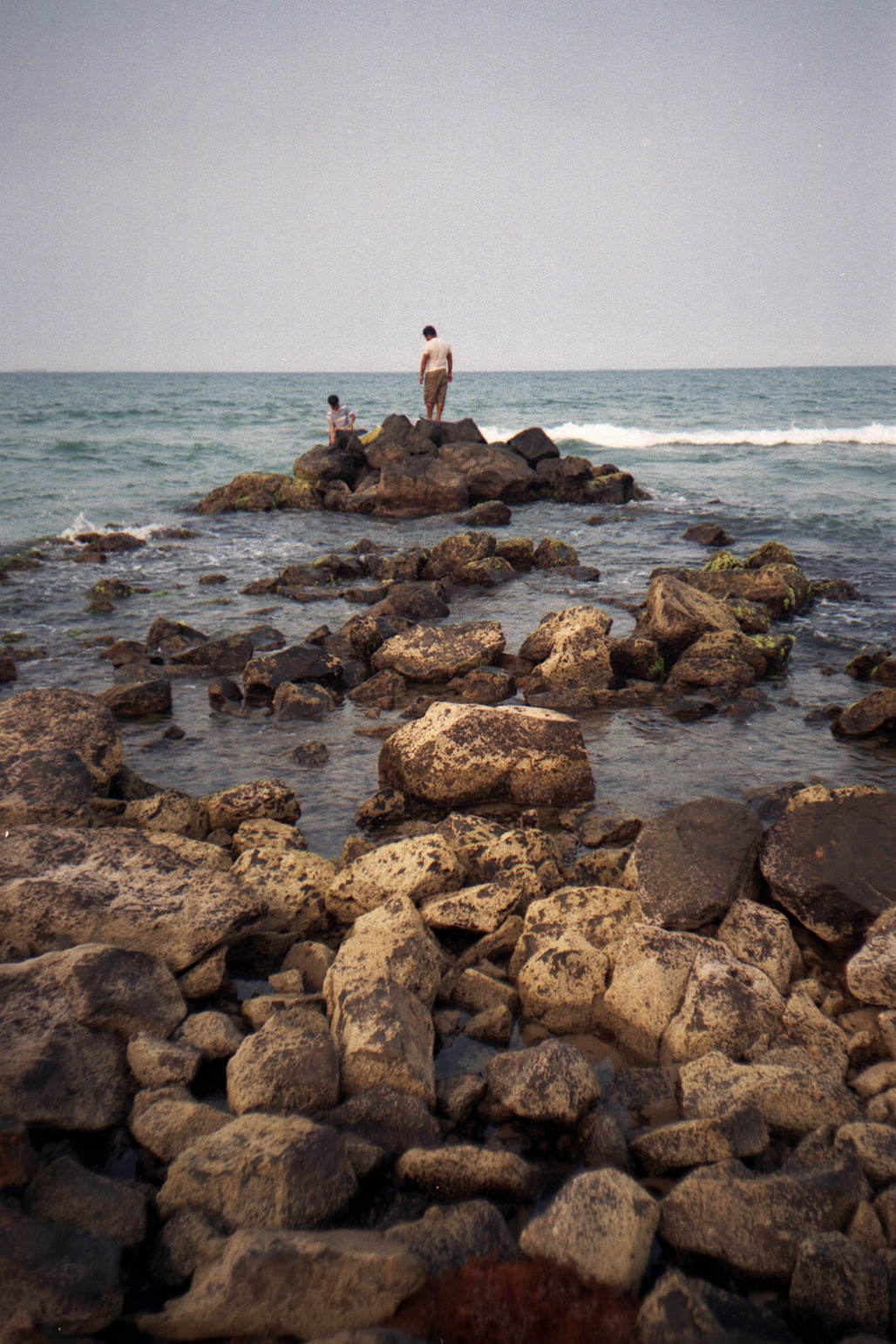
Playa de Tuxpan.
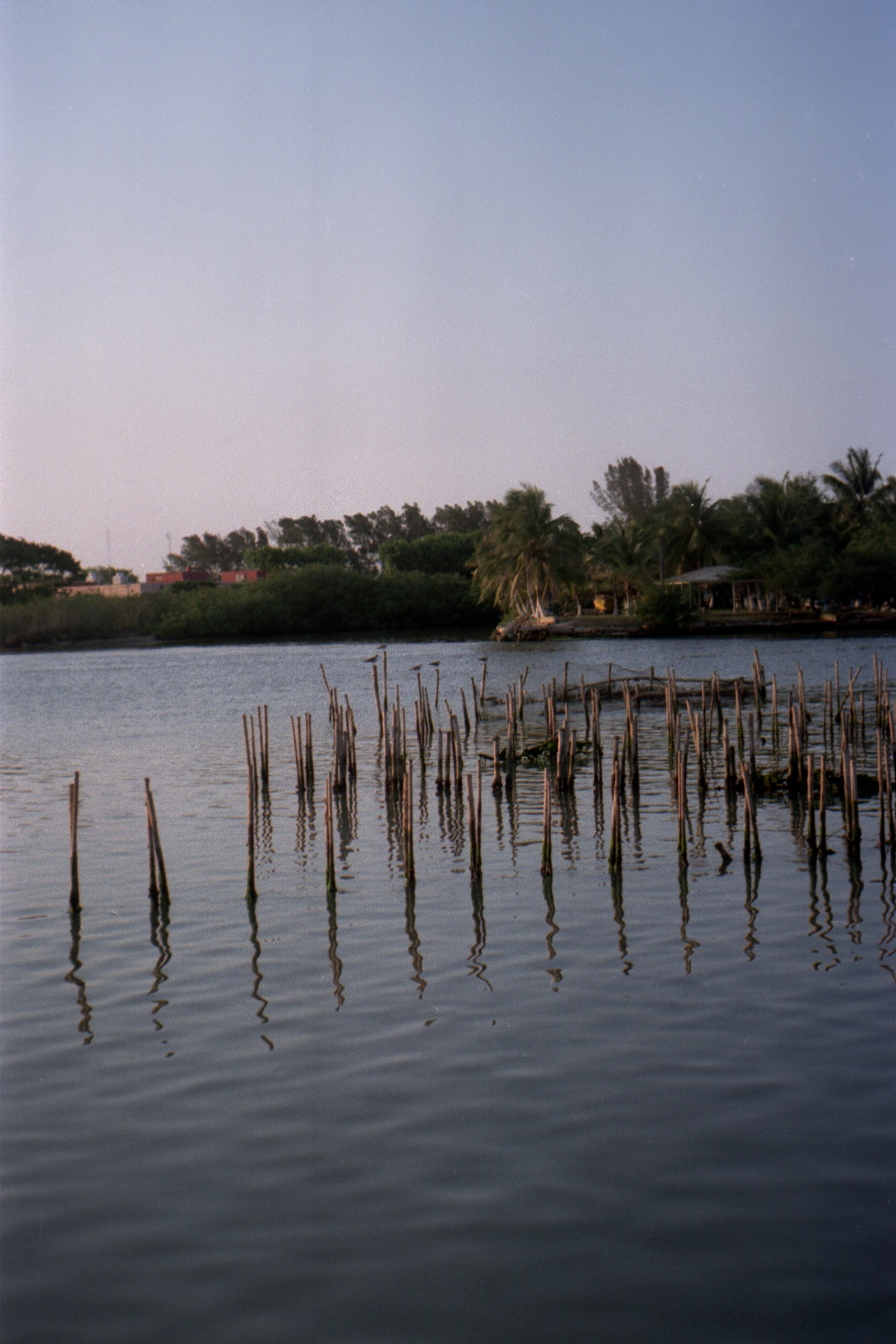
Laguna de Tampamachoco

## Geografía

### Extensión territorial
El territorio de Tuxpan tiene 1,061.90 km² está constituido de la siguiente manera:

### Límites municipales
Tiene límites administrativos con los siguientes municipios y/o accidentes geográficos, según su ubicación:
|                        | Norte: Tamiahua |                       |
| Oeste: Álamo Temapache |                 | Este: Golfo de México |
| Suroeste: Tihuatlán    | Sur: Cazones    |                       |

### Clima
Su clima es tropical con una temperatura media anual de 24.9 °C; con lluvias abundantes en el verano y a principios del otoño, con menor intensidad de noviembre a mayo, su precipitación media anual es de 1,241 milímetros.

### Flora
La vegetación del municipio es de tipo bosque alto tropical, perennifolio. Se encuentran árboles como el encino, el fresno, sauce, álamo y predomina el chicozapote y caoba. En estas regiones se localizaron las explotaciones de caoba y chicle.

### Fauna
En el municipio existen una gran variedad de animales silvestres, entre los que se encuentran el conejo, armadillo, mapache, tejón, onza y codorniz; víboras de: coralillo, mazacuate, cuatro narices, voladora y chirrionera, así como una gran variedad de insectos.

### Recursos naturales
La flora y la fauna, así como yacimientos de petróleo y gas natural así como la apicultura y silvicultura.

### Características de uso del suelo
Su suelo es de tipo feozem, gleysol, regosol y vertisol, el primero tiene una capa superficial oscura, suave y rica en materia orgánica, el segundo presenta colores azulosos, verdosos o grises, el tercero se caracteriza por no presentar capas distintas y ser claros, y el último presenta grietas anchas y profundas en época de sequías.

## Demografía
De acuerdo con el censo de 2020, el municipio de Tuxpan tenía alrededor de 154 600 habitantes, distribuidos en 46 511 viviendas.

### Localidades
A 2020, el municipio tenía un total de 453 localidades. Las localidades con más de 1000 habitantes son:
| Localidad                | Población (2020) |
| ------------------------ | ---------------- |
| Túxpam de Rodríguez Cano | 89 557           |
| Alto Lucero              | 20 380           |
| Santiago de la Peña      | 8178             |
| La Victoria (La Peñita)  | 1704             |
| Banderas                 | 1531             |
| Tierra Blanca            | 1224             |
| Ojite Rancho Nuevo       | 1187             |

## Actividad económica
Agricultura
- El municipio cuenta con una superficie total de 75,812.448 hectáreas, de las que se siembran 58,339.104 ha, en las 4468 unidades de producción. Los principales productos agrícolas en el municipio y la superficie que se cosecha en hectáreas es la siguiente: maíz 3,800, frijol 500 y chile 100 y naranja 8,134. En el municipio existen 1,812 unidades de producción rural con actividad forestal, de las que 44 se dedican a productos maderables.

Ganadería
- Tiene una superficie de 80,684 hectáreas dedicadas a la ganadería, en donde se ubican 3,428 unidades de producción rural con actividad de cría y explotación de animales. Cuenta con 74,500 cabezas de ganado bovino de doble propósito, además la cría de ganado porcino, ovino, equino. Las granjas avícolas y apícolas tienen cierta importancia.

Actividad pesquera
- Su desarrollo ha permitido la creación de cooperativas, 2 muelles y 2 embarcaderos.

Industria
- En el municipio se han establecido industrias entre las cuales encontramos como la Administración Portuaria Integral de Tuxpan S.A. de C.V., DEMESA, Exxon Móbil México, TOMZA, SWECOMEX, CICSA, entre otras más, dedicadas a la construcción de plataformas y almacenamiento de graneles, aceros, etc.,[15] Pero además, está ubicada estratégicamente en relación con el paleoncanal de Chicontepec, colinda con las aguas profundas y someras, en donde hay posibilidades de la explotación de los derivados de los hidrocarburos. Aquí se genera aproximadamente el 20% de la electricidad a nivel nacional,[16] a través de la Central termoeléctrica Adolfo López Mateos y la Central Ciclo combinado Tuxpan II, III, IV y V, construida con tecnología japonesa a través de Mitsubishi Heavy Industries, La capacidad instalada de producción independiente supera ya los 10 mil mega watts,[17] Hay inversionistas como Carlos Slim, Roberto Hernández Ramírez, compañías como ICA, inmersas en la construcción de plataformas, la autopista México-Tuxpan, entre otras.

- El 65% de la gasolina que se consume en el Valle de México, es introducida por esta zona portuaria, 10 millones 600 mil toneladas de carga se movilizan en esta área, la gran mayoría de ellas corresponde a combustible para Petróleos Mexicanos y combustóleo para la Comisión Federal de Electricidad.

Proyecto Puerto de Tuxpan II
- Actualmente con una inversión privada de 6 mil 526 millones de pesos, se dio inicio el desarrollo logístico del puerto de Tuxpan II, proyecto que lo ubicaría como el mejor puerto del Golfo de México en los próximos años, este puerto es estratégico por sus vías de comunicación como la Autopista México-Tuxpan quedará tan solo 2.5 horas a la Cd. de México y en proyecto la Autopista Tuxpan-Tampico, esta última esta en etapa de diseño.[12] Estas vías de comunicación reducen los tiempos de los traslados de las mercancías.[18]

- Esta obra se ubicará en 300 hectáreas sobre tierra y 586 sobre agua. La obra consigna en un comunicado, constará de dos etapas: en la primera se construirán las terminales de contenedores, usos múltiples, fluidos y petróleo y derivados.
- En la segunda etapa se harán graneles, contenedores y 16 posiciones de atraque de embarcaciones de gran calado.[19]

## Turismo

### Playas
A tan solo 11 kilómetros del centro de la ciudad se encuentran las playas y a 80 kilómetros se encuentra Cabo Rojo que ofrece al visitante el buceo en arrecifes. Otra de las playas cercanas a esta población es Tamiahua a una distancia de 40 kilómetros de Tuxpan se distingue por sus esteros, lagunas, playas, islotes y barras. Sus solitarias playas, islas de belleza indescriptible, lagunas y esteros hacen de éste el sitio ideal para practicar el buceo, la pesca o simplemente admirar la naturaleza. Al norte de Tuxpan se encuentra Playa Norte y Galindo aquí se da un espectáculo natural impresionante como lo es el avistamiento de delfines y el buceo en arrecifes cercanos. Podrá pasear por los bellos esteros y practicar la pesca deportiva. Al sur de Tuxpan se encuentra San José y de Villamar, donde se puede practicar la vela, la motonáutica, el buceo y la pesca.

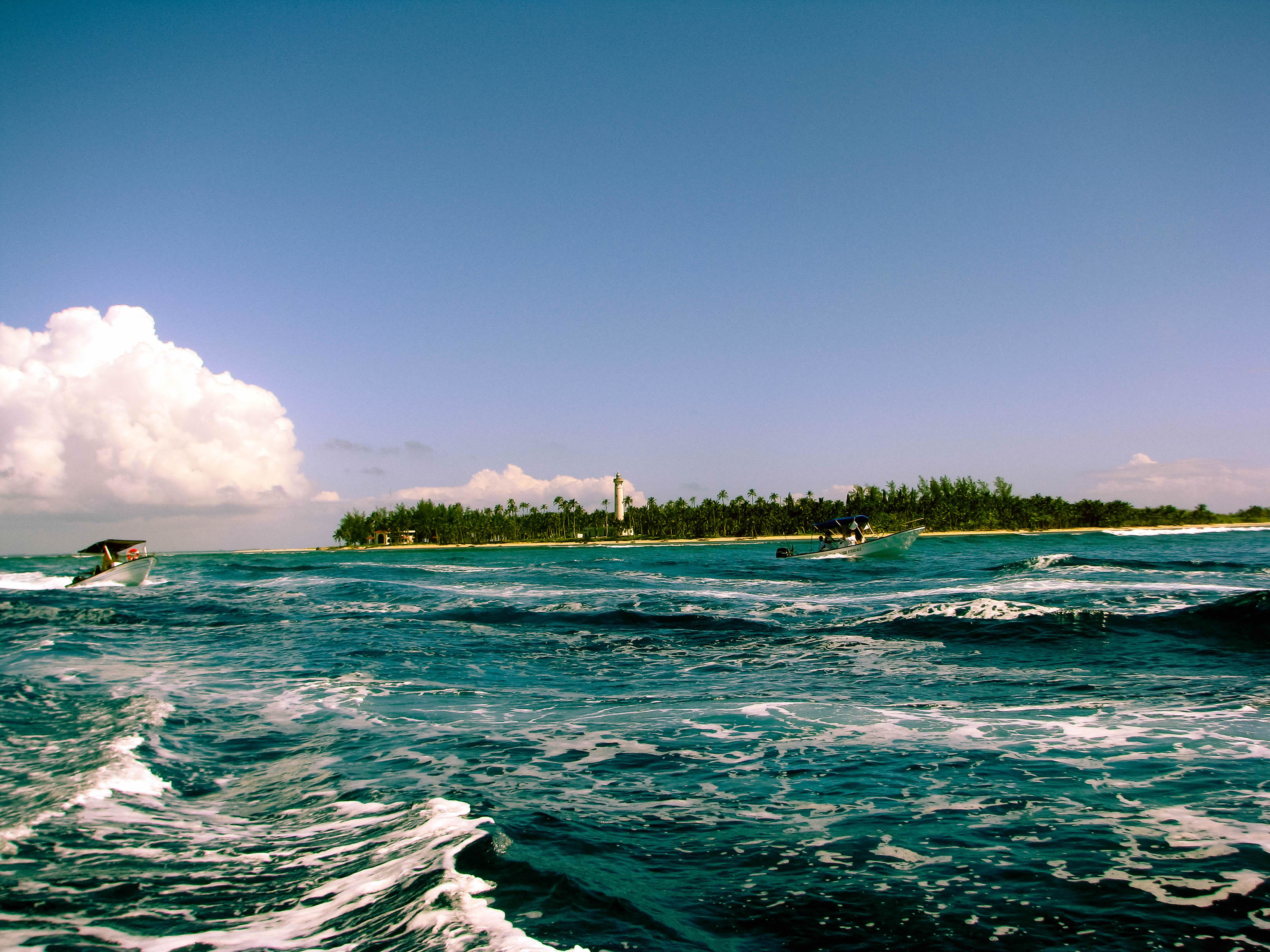

### Isla de Lobos
En el área cerca de la isla Lobos, que se encuentra a unos 80 kilómetros al norte de Tuxpan existen varios arrecifes y en el lugar el clima y las condiciones del mar son de lo más adecuado para bucear, es recomendable tanto para buzos certificados como para quienes van a tener la experiencia de su primera inmersión. Existe un barco que tiene ya 200 años en el fondo del mar y el sitio es de los preferidos por buzos. Las aguas cristalinas de la isla lobos están enmarcadas por exóticas palmeras y pastos muy bien cuidados por personal de la Armada de México; además de un espléndido faro, lo que le da un aspecto único a este precioso trozo de tierra veracruzana.

### Arrecifes
Se cuenta con tres arrecifes: el Bajo de Tuxpan, el Bajo de Enmedio y el Bajo de Tanhuijo. Perfecta zona para bucear con una distancia aproximada para llegar a estos arrecifes es de 15 km, mar adentro. En esta misma se encuentra la Isla de Lobos, en donde también se puede acampar.

### Museo Regional de Arqueología de Tuxpan
En este museo se resguarda una colección de piezas arqueológicas de las culturas huasteca y totonaca de los períodos que comprenden del Preclásico medio (1200 a. C.-200 d. C.) al Postclásico temprano (900 d. C.-1200 d. C.). Cuenta con dos salas: la de usos múltiples, en donde se exhibe un mural del maestro papanteco Teodoro Cano, en el que se representa la fusión de las culturas huasteca y totonaca; además de la sala arqueológica. Desde mediados de los años sesenta hasta 1980, la colección de este museo se exhibía en el área que actualmente ocupa el Registro Civil del Palacio Municipal; posteriormente fue reubicada en el Parque Reforma. Fue inaugurado como museo en 1985 y reinaugurado en 1998.

### Museo de la Amistad México-Cuba
El inmueble que lo alberga fue casa-habitación de expedicionarios cubanos pertenecientes al Movimiento 26 de julio, quienes lo adquirieron como condición al obtener el yate Granma. Con el triunfo de la Revolución Cubana en 1959, la casa es abandonada. En 1976 el Gobierno de Veracruz la confisca y durante la visita de Fidel Castro, el 4 de diciembre de 1989, éste la cede a la comunidad y la inaugura como museo. Exhibe desde entonces una serie de fotografías, bustos, uniformes y otros objetos relacionados con la Revolución Cubana. El acceso al museo es gratuito, hay guías que narran la historia completa de la partida de Fidel y algunas anécdotas de la época. Los fines de semana se organizan noches bohemias, con la participación de artistas locales e nvitados.

### El yate Granma parte desde Tuxpan
Fidel Castro, su hermano Raúl, el Ché Guevara, Camilo Cienfuegos y 78 expedicionarios más zarpan sigilosamente de Santiago de la Peña, frente al puerto de Tuxpan, en los primeros minutos del 25 de noviembre de 1956 en el yate Granma para iniciar la Revolución cubana que derrocaría al presidente Fulgencio Batista. Después de siete días de viaje, llegaron a Cuba, muy cerca de la playa Las Coloradas, donde desembarcaron los 82 revolucionarios para dar inicio a una guerra de guerrillas que desencadenaría en el triunfo de la Revolución Cubana. El Granma fue adquirido en Tuxpan por Antonio "el Cuate" del Conde por encargo de Fidel Castro para transportar en él, a los hombres y las armas para derrocar a Batista.
En la casa a orillas del río Tuxpan, en donde habitaron los 82 revolucionarios antes de partir hacia su patria, se ha instalado, en Santiago de la Peña, el Museo de la Amistad México-Cuba, cuyo tema es la Revolución Cubana.

## Personas destacadas
- Jesús Reyes Heroles. Político y escritor.
- José Adem. Físico matemático, Premio Nacional de Ciencias. Exdirector del Instituto de Física de la Universidad Nacional Autónoma de México. Inventor de las Relaciones de Adem.
- Julián Adem. Ingeniero civil, matemático y geofísico. Premio nacional de ciencias. Doctor honoris causa por la UV. Inventor del Modelo de Adem.
- Fausto Vega Santander. Subteniente piloto aviador y héroe tuxpeño integrante del Escuadrón 201, participó en la Segunda Guerra Mundial contra el Eje.
- Enrique Rodríguez Cano. Presidente municipal en 1936. Secretario de la presidencia de la república con el presidente Adolfo Ruiz Cortines.
- Zózimo Pérez Castañeda. Doctor, primer médico egresado de la Escuela Médico Militar, nacido en Huitzitzilco municipio de Chicontepec Veracruz, Fundador de la Escuela Secundaria y de Bachilleres “Profr. Manuel C. Tello”, la primera del norte de Veracruz. Autor de la monografía de Tuxpan.
- Miguel Basáñez Ebergenyi. Académico y diplomático mexicano; Embajador de México en los Estados Unidos de América de septiembre de 2015 a abril de 2016.
- Lorenzo Ochoa Salas (1943-2009). Arqueólogo, especialista en la Huasteca. investigador del Instituto de investigaciones Antropológicas de la Universidad Nacional Autónoma de México(IIA-UNAM).
- Guillermo Chao Ebergenyi. Periodista, escritor laureado. Premio Literario Internacional de Novela Novedades-Diana.[22]
- Tomás Campos. Exfutbolista profesional, jugó gran parte de su carrera en el Cruz Azul y fue seleccionado nacional en varias ocasiones.
- José Luis Rivas. Escritor, investigador, traductor y poeta mexicano. Premio Nacional de Ciencias y Artes (2009).
- Jürgen Damm. Futbolista profesional, debutó en el torneo Apertura 2013 con el Pachuca y a partir del  Torneo Apertura 2015 con los Tigres de la UANL.[23]
- Hugo Avendaño. Barítono y actor. Reconocido a nivel mundial; Fue uno de los máximos exponentes de la música lírica y popular romántica mexicana.
- Jorge Fons. Cineasta, director de "Los albañiles", "Rojo amanecer", "El callejón de los milagros".
- Braulio Peralta. Periodista y editor, autor de "El poeta en su tierra: diálogos con Octavio Paz", "Los nombres del Arco Iris" Premio EL gallo pitagórico. Cofundador del diario "La Jornada" y "Equis".
- Pedro Paunero. Biólogo, escritor y crítico de cine. Su obra literaria se enmarca en los géneros de la Ciencia ficción, el Terror y el Thriller psicológico. Es pionero en el subgénero del Weird Western en México. Activista en Ecología.[24] Ha recibido dos veces los premios de cuento “Tirant lo Blanc” por parte del Orfeó Catalá de la Ciudad de México (años 2009 y 2011) y el premio “Miguel Barnet” (2014) por la Facultad de Letras Españolas de la Universidad Veracruzana.[25] Nominado al  Premio Ignotus a lo mejor de la ciencia ficción en España, año 2015.[26] Votante extranjero para los Golden Globe Awards, de Hollywood, desde 2022.

## Universidades
- Universidad Veracruzana [UV]. (Facultad de Contaduría y Facultad de Ciencias Biológicas y Agropecuarias)
- Centro Regional de Educación Normal Dr. Gonzalo Aguirre Beltrán [CREN].
- Universidad del Golfo de México [UGM].
- Universidad del Desarrollo Profesional [UNIDEP].
- Universidad Interamericana para el Desarrollo [UNID].
- Universidad Popular Autónoma de Veracruz [UPAV].
- Instituto Tecnológico Superior de Álamo Temapache [ITSAT]. (Extensión Tuxpan)
- Instituto de Ciencias y Estudios Superiores de Tamaulipas [ICEST]. (Campus Tuxpan)[27]
- Universidad Pedagógica Veracruzana [UPV]. (Sede Tuxpan)
- Instituto Consorcio Clavijero [ICC]. (Educación a Distancia en Línea)
- Universidad de la Huasteca Veracruzana (UHV)

## Deporte
- Tigres de Tuxpan, Equipo de béisbol profesional.

Tuxpan FC Tercera División de México

## Vías de comunicación
- El municipio cuenta con infraestructura de vías de comunicación conformada por 173.3 km de carretera, integrándose a las siguientes carreteras: Tuxpan-Tampico, Tulancingo-Tuxpan, Tuxpan-La Barra, Tuxpan-Tamiahua, Tuxpan-Cazones y la México-Tuxpan. Así mismo se incorpora la Autopista México-Tuxpan, con sus 270 km de longitud, convirtiendo a Tuxpan, el puerto marítimo más cercano al Valle de México. Debido a la alta complejidad de este proyecto se tardó en construirse 21 años para finalmente inaugurarla el 17 de septiembre de 2014.[28]

- También cuenta con un aeropuerto local; Aeropuerto "Fausto Vega Santander", que actualmente sirve como terminal alterna y el servicio que presta es de taxi aéreo, es decir de Xalapa a Tuxpan a cargo del taxi aéreo Gid Explorer.

- 1 Capitanía de puerto.[29]

## Medios de comunicación
| Radiodifusora | Frecuencia | Nombre      | Potencia kW | Género                                                       | Grupo Radiofónico / Dependencia |
| ------------- | ---------- | ----------- | ----------- | ------------------------------------------------------------ | ------------------------------- |
| XHTL-FM       | 91.5 MHz   | Radio Ola   | 10,000      | Baladas 70', 80', 90', Actual                                | Sistema RASA Comunicaciones     |
| XHCRA-FM      | 93.1 MHz   | La Poderosa | 30,000      | Grupera, Tropical, Programas en vivo y Noticiarios           | Radiorama Tuxpan                |
| XHTXA-FM      | 93.9 MHz   | Soy FM      | 30,000      | Juvenil, Noticieros                                          | Grupo FM Multimedios            |
| XHBY-FM       | 96.7 MHz   | Radio Lobo  | 10,000      | Inglés, 70‘s, 80´s y 90´s Noticiarios                        | Grupo VG Comunicaciones         |
| XHVTR-FM      | 99.5 MHz   | Azul        | 10,000      | Baladas, Románticas, Actual, Programas en vivo y Noticiarios | Radiorama Tuxpan                |

| Prensa                |
| --------------------- |
| La Opinión            |
| Diario de Tuxpan      |
| Noreste               |
| Semanario el Sintesís |
| El Mundo              |

| Televisión Por Cable | Megacable |

| Televisión satelital o DTH | Sky | Dish |

| Telefonía Local       | Telmex | Axtel  | Logitel  |          |        |
| Radio móvil / celular | Nextel | Telcel | Movistar | Iusacell | Unefón |

| Internet / Banda Ancha | Telmex | Axtel |

## Fiestas y tradiciones
Carnaval
- Este festejo es tradicional se lleva a cabo los días posteriores al miércoles de ceniza. Se realizan eventos característicos del carnaval, como lo es el atractivo desfile de carros alegóricos, comparsas, coronación de la reina y bailes populares.

Carrera deportiva 1/4 de milla
- Abril

Regata Tajín
- Mayo a junio, concurso donde veleros que parten de Galveston, Texas con meta en Tuxpan.

Fiestas náuticas
- Se festejan con una gran variedad de centros náuticos el 1 de junio. En las fiestas patrias se llevan a cabo competencias de canotaje, precedidas por un atractivo desfile de embarcaciones sobre el río Tuxpan. En abril se celebra la carrera deportiva 1/4 de milla en mayo a junio la Regata Tajín en donde concursan veleros que parten de Galveston, Texas con meta en Tuxpan.

Torneo de Robalo (pez)
- Se lleva a cabo en la primera quincena de junio.

Feria de Tuxpan
- Se celebra el segundo sábado del mes de agosto en honor a la virgen de la Asunción y tiene como atractivo principal la exposición agrícola, ganadera, industrial, comercial y cultural de la huasteca veracruzana. Esta feria se complementa con elección de la reina y baile de coronación, además de otros eventos culturales, artísticos y juegos mecánicos.

Día de Muertos
- El 30 de octubre el centro de la ciudad se convierte en la "plaza", donde se instalan vendedores y comercian todo lo necesario para llevar a cabo esta tradición, como son flores, copal, etc. El 2 de noviembre, ceremonia en honor de los fieles difuntos. Como parte de las tradiciones mexicanas, esta festividad ofrece al público danzas autóctonas y concursos de calaveras, además de poder admirar el ingenio representado en sus bellos altares.

Niño perdido
- Dentro de las costumbres religiosas que se llevan a cabo en el municipio esta celebración tiene particular atractivo: se pueden admirar, sobre las banquetas de las calles, infinidad de luces ocasionadas por los pabilos encendidos, representando así la senda luminosa que orienta al Niño Jesús. El 7 de diciembre, a las 7 de la noche, en el centro de la ciudad los pequeños desfilan por al avenida principal con sus carritos elaborados con cajas de cartón, adornados también con velas encendidas.
- La tradición se basa en un pasaje bíblico tomado del evangelio de Lucas capítulo 2 versículo 41 al 42, que indica que cuando Jesús tenía 12 años viajó con sus padres a Jerusalén, a las fiestas de Pascuas, y que al acabar la fiesta se quedó sin que ellos lo supieran, y pensando que estaba en la compañía anduvieron un día de camino, y lo buscaron entre los parientes y como no lo encontraron volvieron a Jerusalén, donde lo encontraron tres días después en el templo, sentado entre los doctores de la ley, a quienes les hablaba y preguntaba, y ellos se maravillaban de su inteligencia y de sus respuestas.[12]

## Hermanamientos
- Niquero, Cuba:[30][31]